# Kessler Edwards
Kessler Donovan Edwards (ur. 9 sierpnia 2000 w Glendale) – amerykański koszykarz, występujący na pozycji niskiego skrzydłowego, obecnie zawodnik Sacramento Kings.
10 kwietnia 2022 zawarł z Brooklyn Nets umowę do końca sezonu. 8 lutego 2023 został wytransferowany do Sacramento Kings.

## Osiągnięcia
Stan na 14 lutego 2024, na podstawie, o ile nie zaznaczono inaczej.
NCAA
- MVP turnieju College Basketball Invitational (2021)
- Zaliczony do:
  - I składu:
    - konferencji West Coast (WCC – 2021)
    - najlepszych pierwszorocznych zawodników (2019)

  - II składu WCC (2020)
- Zawodnik tygodnia WCC (25.01.2021)
- Lider WCC w:
  - średniej bloków (1,8 – 2020)
  - liczbie bloków (57 – 2020)